# Walid Mhadeb El Khatroushi
Walid Mhadeb El Khatroushi (Tripoli, 6 novembre 1985) è un calciatore libico, di ruolo centrocampista.

## Carriera

### Club
Ha sempre giocato nel campionato libico.

### Nazionale
Ha vestito la maglia della Nazionale libica tra il 2011 e il 2012.